# Epidermis (Band)
Epidermis war eine Band, die 1971 im hessischen Idstein gegründet wurde. Sie spielte Sophisticated Rock, eine Art des Progressive Rock, wurde mit Gentle Giant und der Canterbury-Szene verglichen und veröffentlichte mehrere Tonträger.

## Geschichte
Vorläufer waren die Ancestors, eine in den sechziger Jahren gegründete Beatgruppe aus Idstein. 1971 wandte man sich anspruchsvolleren Klängen zu und benannte sich in Epidermis um. Gründungsmitglieder waren Rolf Lonz, der fast alle Stücke schrieb, an der Gitarre, Querflöte und als Sänger, Michael Kurz am Keyboard und Reiner Neeb am Schlagzeug. Noch im gleichen Jahr siedelten sie nach Wiesbaden um, wo sich ihnen als vierter Mann Wolfgang Wünsche am E-Bass anschloss. In dieser Besetzung spielten sie 1975 im Kersten-Tonstudio in Neustadt an der Weinstraße die Stücke für eine LP ein, für die sie damals aber kein Label fanden. Sie wurde erst 2020 als June 1975 nachträglich veröffentlicht. Der zweite Versuch klappte dann: 1977 erschien ihre LP Genius of Original Force, ebenfalls im Kersten-Studio aufgenommen. Muster-Burger von 1982 hatte schon deutliche NDW-Anteile. Feel Me von 1991 erschien nur als CD, und danach war es mit Epidermis vorbei. Michael Kurz und Reiner Neeb sind inzwischen verstorben, Rolf Lonz ist weiterhin als Musiker aktiv.

## Diskographie
- June 1975 (aufgenommen 1975, erschienen 2020 als LP und als CD)
- Genius of Original Force (1977 als LP, 1992 als CD)
- Muster-Burger (1982, nur als LP)
- Feel Me (1991, nur als CD)

## Weblink
- Epidermis bei Discogs

## Einzelnachweis
1. ↑  Booklet der CD/LP June 1975